# Білосток (Україна)
Білосто́к — село в Україні, у Луцькому районі Волинської області. Входить до складу Торчинської селищної громади. Населення становить 380 осіб.
На півночі знаходиться Торчин, на півдні — Воютин, на сході — Сьомаки, на заході — Горзвин.
По центру села протікає річка Чорногузка (Правостороння притока річки Стир)

## Історія

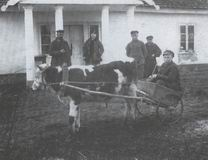
Будинок в Білостоці 1921 рік

У XVI столітті село належало до українського роду Білостоцьких, а у XVII столітті — до Гулевичів. У 1636 році земський писар Семен Гулевич, який пізніше став Перемиським і Самбірським православним єпископом з іменем Сильвестр (Гулевич-Воютинський) заклав тут православний монастир. На межі XVII та XVIII століття настоятелем монастиря був один з найвидатніших іконописців Йов Кондзелевич (1667—бл. 1740). У XVIII ст. тут мали літню резиденцію луцькі унійні єпископи. У 1776 р. у монастирі було засновано школу та василіянську семінарію. Після ліквідації Берестейської унії у 1839 р. монастир було зачинено, а монастирський храм замінено у православну парафіяльну церкву. У 1843—1863 рр. тут діла православна духовна семінарія. Руїни монастиря існували ще наприкінці XIX ст.
До 5 січня 2018 року — адміністративний центр Білостоцької сільської ради Луцького району Волинської області.

## Населення
Згідно з переписом УРСР 1989 року чисельність наявного населення села становила 347 осіб, з яких 167 чоловіків та 180 жінок.
За переписом населення України 2001 року в селі мешкало 376 осіб.

### Мова
Розподіл населення за рідною мовою за даними перепису 2001 року:
| Мова       | Відсоток |
| ---------- | -------- |
| українська | 99,47 %  |
| російська  | 0,53 %   |

## Пам'ятки та видатні постаті

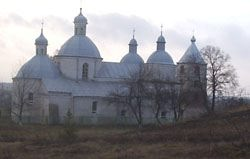
Церква в Білостоці

Біля перехрестя доріг у центрі села, поблизу чудотворного джерела здіймається потужний силует православної Свято-Михайлівської церкви, побудованої у 1636 р. Це прямокутна в плані тринефна базиліка, зведена у стилі бароко, з коротким трансептом, п'ятигранною апсидою та двома ризницями. Фасад завершує трикутний фронтон з двома вежами, увінчаними куполами. Більші куполи увінчують дах над нефом і апсидою. У церкві знаходився дуже цінний іконостас з кін. XVII — поч. XVIII ст., авторство якого приписують Йову Кондзелевичу. Після ІІ світової війни іконостас був перенесений до Національного музею у Львові.
З 1958 по 1961 р. тут у школі викладав українську літературу, історію та географію член Національної Спілки письменників, лауреат багатьох всеукраїнських та міжнародних літературних премій, заслужений діяч мистецтв, почесний громадянин м. Луцька Струцюк Йосип Георгійович.

## Церкви
- Легенда твердить, що була в селі Софіївська церква. На жаль, ніхто не знає де, коли і як вона виглядала, адже документів не збереглося.
- Церква Петра і Павла стояла на місці старого кладовища, була дерев'яною і гарно оздобленою. Громада села її продала в село Городок.
- Церква Святого духа знаходилася в урочищі Скитник. Відомостей про час коли її не стало немає, але відомо, що ще до 1930 року місце її огорожі і фундаменту добре було видно.
- Була церква, яка знаходилася по дорозі на Сьомаки. Коли розібрана, невідомо. Є припущення, що під час війни 1812 року. Залишки остаточно розібрані у 1930 році.
- В урочищі Пугачівка, а точніше на полі братів Угриновичів, Ксенофонта і Никифора теж колись була церква.
- Церква Успіння Богоматері стояла південніше теперішньої Михайлівської. З переказів: цегляна, однокупольна, дуже висока, була у вигляді восьмикутного стовпа. Її ролі була великою, адже з неї оглядали все довкілля, для вчасного виявлення наближення ворогів. Відомо, що при нападі татар, було збито купол і частину стін, розграбовано майно. Руїни стояли до 1846 року, коли через часті випадки калічення худоби падаючою цеглою, солдати її розібрали.
- Михайлівська церква 1636 року залложена Семеном Гулевичем, як (монастирська).

## Пам'ятки археології

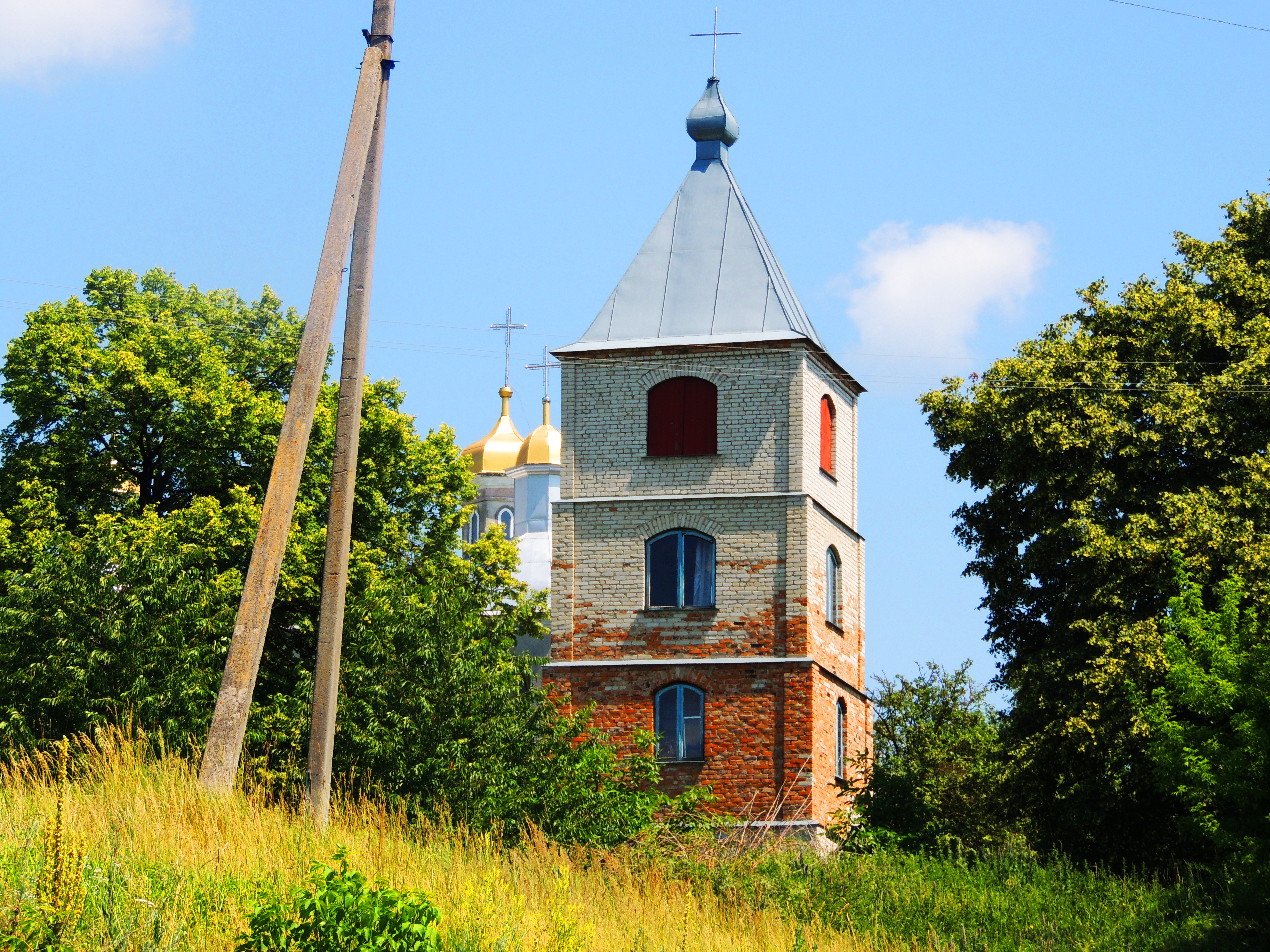
Дзвіниця

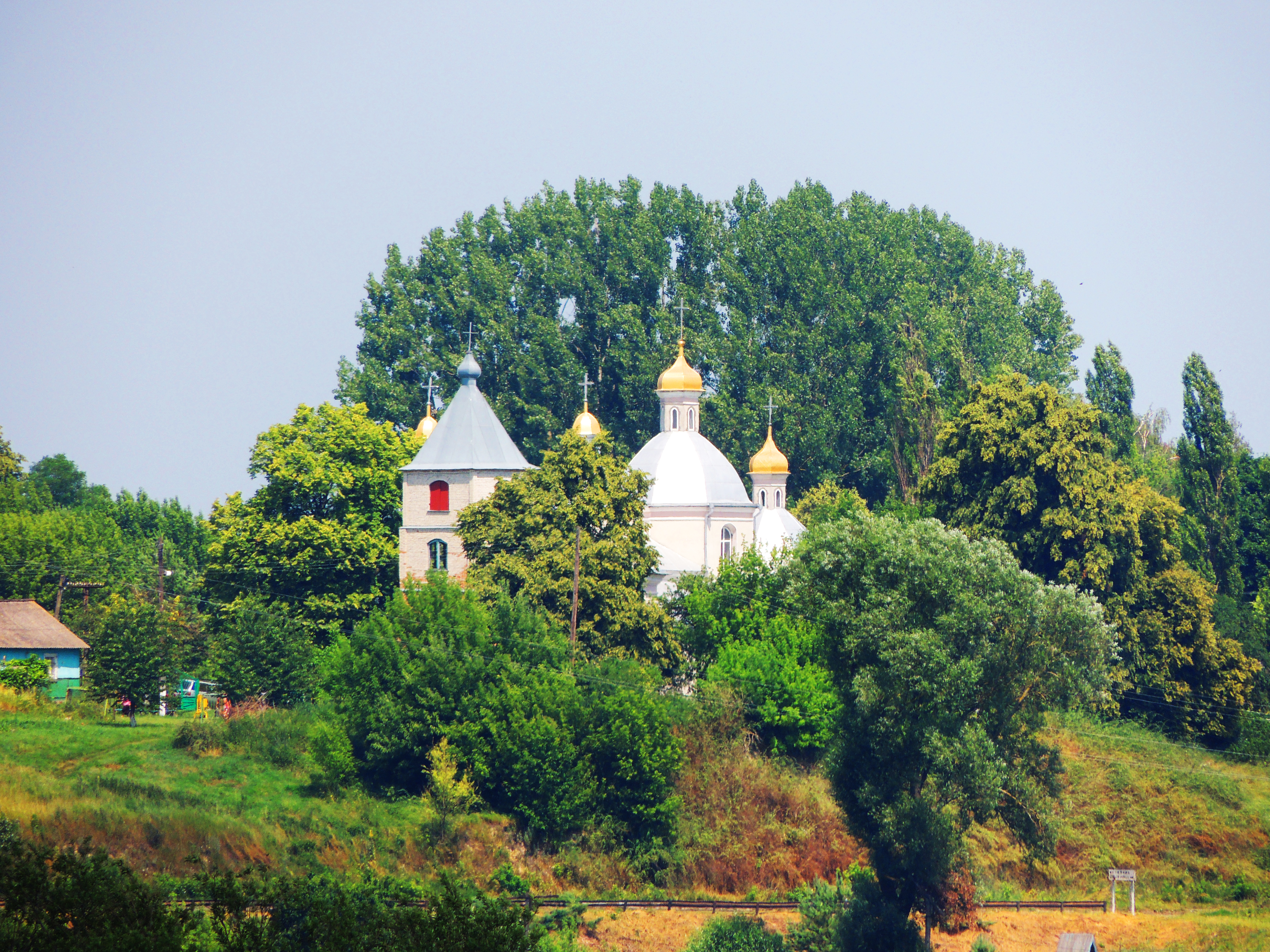
Церква

- Городище давньоруського часу X-ХІІІ ст. Біля перехрестя доріг у центрі села, на місці де стоїть церква. Збереглися підземелля пізньосередньовічного часу.
- Поселення багатошарове: тшинецько-комарівська, вельбарська культури, давньоруського часу XII-ХІІІ ст. с. Білосток, за 2 км на схід від села, в урочищі Дюхтяниця, на мисі лівого берега р. Чорногузка.
- Поселення багатошарове: тшинецько-комарівська, вельбарська культури, давньоруського часу XII-ХІІІ ст. с. Білосток, за 0,5 км на схід від села, на високому мисі, що врізається в заплаву р. Чорногузка, в урочищі Запаляна гора
- Поселення одношарове тшинецько-комарівська культура доби бронзи с. Білосток, за 2,5 км на південний схід від села, в урочищі «За греблею».
- Поселення багатошарове: тшинецько-комарівська, вельбарська культури, давньоруського часу XII-ХІІІ ст. с. Білосток, за 3 км на схід від села, на мисоподібному виступі лівого берега р. Чорногузка, у місці впадіння в неї безіменного потічка
- Поселення багатошарове: тшинецько-комарівська, вельбарська культури, давньоруського часу XII-ХІІІ ст. с. Білосток, у південно-східній частині села, за 0,5 км на схід від церкви та за 0,1 км на південь від водонапірної башти тваринницької ферми, на мисоподібному виступі лівого берега р. Чорногузка
- Поселення одношарове давньоруського часу XII-ХІІІ ст. с. Білосток, у південній частині села, у районі вул. Шкільної, на мисоподібному виступі лівого берега р. Чорногузка
- Поселення багатошарове тшинецько-комарівська,вельбарська культури, давньоруського часу XII-ХІІІ ст. с. Білосток, у південній частині села, на захід від церкви, на схилі лівого берега р. Чорногузка
- Поселення одношарове давньоруського часу XII-ХІІІ ст. с. Білосток, у південно-західній частині села, за 0,2 км на південь від тваринницької ферми, на мисоподібному виступі лівого берега р. Чорногузка
- Поселення двошарове: тшинецько-комарівська культура і давньоруського часу XII-ХІІІ ст. с. Білосток, у південно-західній частині села, на схід від автобусної зупинки, на мисоподібному виступі лівого берега р. Чорногузка